# Osvaldo Zotto
Osvaldo Zotto, född 14 maj 1963 i Vicente López, död 8 januari 2010 i Buenos Aires, var en berömd tangodansare.  Tillsammans med Lorena Ermocida, som varit hans partner sedan 1997, stod han som en av de främsta företrädarna för en klassiskt vårdad stil, med precision och elegans som främsta kännetecken.